# Jesiotr bałtycki
Jesiotr bałtycki (Acipenser oxyrinchus oxyrinchus) – duża, dwuśrodowiskowa, anadromiczna ryba jesiotrokształtna z rodziny jesiotrowatych (Acipenseridae) zasiedlająca zlewisko Morza Bałtyckiego. Ryba o niejasnej pozycji taksonomicznej, wcześniej uważana była za bałtycką populację jesiotra zachodniego (Acipenser sturio), obecnie jest uznawana za wschodnią populację występującego wzdłuż atlantyckich wybrzeży Ameryki Północnej jesiotra ostronosego (Acipenser oxyrinchus).
W Morzu Bałtyckim jesiotr pojawił się nie wcześniej niż 7500 lat temu, około 500 lat po uformowaniu się Morza Litorynowego – dane genetyczne sugerują, że nastąpiło to około 4000–5000 lat temu. Z neolitu i wczesnego średniowiecza znane są udokumentowane dowody obecności tej ryby w basenie Morza Bałtyckiego – rysunki naskalne na półwyspie Biesow Nos (na jeziorze Onega) i pozostałości części kostnych jesiotra odkryte m.in. na terenie Wolina i Gdańska. Z badań wynika, że najwięcej jesiotrów łowiono w VIII wieku. Od tamtej pory liczebność populacji ciągle się zmniejszała. Na początku XX wieku nastąpił tak duży spadek liczebności populacji, że ryba straciła znaczenie gospodarcze. Częściowe zakazy połowów wprowadzono w 1918 na Pomorzu Zachodnim i w 1932 w dorzeczu Wisły. Od 1936 obowiązywał całkowity zakaz połowów, co nie uchroniło ryby przed wyginięciem. Ostatni znany egzemplarz złowiła załoga kutra poławiającego śledzie w 1996 w pobliżu estońskiej wyspy Muhu. Ryba miała długość 2,9 m i masę ciała 136 kg, jej wiek oceniono na 50 lat. Był to trzeci jesiotr złowiony w Bałtyku od 1992 roku.
Według Polskiej Czerwonej Księgi Zwierząt jesiotr bałtycki jest gatunkiem zanikłym w Polsce (kategoria EXP). Od lat 40. XX wieku nie stwierdzono obecności osobników młodocianych. Ostatnie osobniki notowano na terenie Polski w 1965 w dolnym biegu Wisły, w okolicach Chełmna oraz w ujściu Wisły w 1971, a prawdopodobnie ostatniego z populacji bałtyckiej złowiono w maju 1996 w Estonii. Od 1996 prowadzone są prace zmierzające do restytucji jesiotra w polskich wodach. Prace te koordynuje Instytut Rybactwa Śródlądowego w Olsztynie we współpracy z Instytutem Ekologii Wód i Rybactwa Śródlądowego w Berlinie w ramach Projektu Restytucji Ryb Wędrownych w Polsce. W ramach tych działań – pod koniec 2009 roku – wypuszczono do Zatoki Pomorskiej ponad 100 oznakowanych osobników jesiotra ostronosego o średniej długości ok. 1,2 m i masie powyżej 10 kg. W reintrodukcji wykorzystuje się jesiotry z St John River, które są genetycznie najbardziej zbliżone do wymarłych populacji jesiotrów bałtyckich.
Jesiotr bałtycki spędzał większość życia w Bałtyku. Na okres tarła wpływał wiosną do górnego biegu rzek (Wisła, Odra, Niemen, Dźwina i Newa). Był rybą długowieczną, późno dojrzewającą płciowo. Samce osiągały zdolność do rozrodu pomiędzy 12. a 15. rokiem życia, samice dwa do trzech lat później. Młode żywiły się zooplanktonem, później bezkręgowcami, a dorosłe zjadały mięczaki, skorupiaki i małe ryby.
Istotną cechą odróżniającą jesiotra bałtyckiego od innych jesiotrowatych spotykanych w polskich wodach jest masa ciała, która u dorosłych osobników jesiotra bałtyckiego znacznie przekracza 100 kg, w porównaniu do kilku kilogramów dla uciekinierów z hodowli – zwykle jesiotra syberyjskiego, rosyjskiego i ich mieszańców. Ubarwienie grzbietu zmienne – od ciemnooliwkowego do prawie czarnego, boki srebrzyste, brzuch prawie biały. Płytki kostne kontrastują z resztą ciała.